# 杭州碑林
杭州碑林位於浙江省杭州市上城区勞動路65號的孔廟內。杭州孔庙旧在凤凰山南麓，修建时间不迟于北宋初年。南宋绍兴元年（1131年）于慧安寺故基重建。
杭州孔廟自始建直至清代都是杭州府学的所在地。1949年后，有关部门将新发现的碑刻集中存放在此。1961年成为浙江省文物保护单位。1984年重修。2019年被列入第八批全国重点文物保护单位。目前连同孔庙和碑林建筑对外开放。孔庙建筑主体——大成殿，是杭州地区仅存的单层重檐木构古建筑，是不可多得的艺术珍品。
現時碑林中有宋高宗以及吴皇后所书的《南宋太学石经》、五代的石刻星图、唐末五代僧人画家贯休所繪的十六罗汉刻石，及各朝名家法帖，如王羲之《右军六十帖》，王献之《大令鹅群帖》，宋代苏轼所撰的《表忠观碑记》、元代书画家赵孟頫书写的《佑圣观重建玄武殿记》。此外，还有《萧山县学建大成殿记》刻石以及同期的《重修西湖书院记》與《西湖书院重整书目记》等记载杭州史料碑刻，以及清代浙江海塘全图刻石等。

## 图片
- 棂星门（现代重建）
- 大成门和泮池（现代重建）
- 大成殿（清代建筑）
- 大成殿内部
- 大成殿内部天花彩绘
- 南宋太学石经——《孟子》
- 南宋太学石经